# Zárakes
Zárakes är en ort i Grekland.   Den ligger i prefekturen Nomós Evvoías och regionen Grekiska fastlandet, i den östra delen av landet, 60 km nordost om huvudstaden Aten. Zárakes ligger 81 meter över havet och antalet invånare är 936. Den ligger på ön Euboia.
Terrängen runt Zárakes är huvudsakligen kuperad, men åt nordost är den platt. Havet är nära Zárakes åt nordost.  Närmaste större samhälle är Stýra, 16,9 km söder om Zárakes. 